# Leviathan
Leviathan je sedamnaesti studijski album švedskog sastava Therion. Diskografska kuća Nuclear Blast objavila ga je 22. siječnja 2021. Prvi je dio trilogije albuma pod imenom Leviathan; drugi dio objavljen je 2022., a treći 2023.

## O albumu
Christofer Johnsson, vođa skupine, izjavio je da je pjesme na trilogiji albuma nadahnula činjenica da sastav nikad prije nije snimio album „Therionovih hitova” i da je stoga odlučio „dati obožavateljima ono što žele”. Trilogija tematski pokriva dijelove raznih svjetskih mitologija.
Skupina i gostujući glazbenici snimali su album od siječnja do srpnja 2020. u raznim studijima diljem svijeta, a Erik Mårtensson miksao ga je od srpnja do kolovoza te godine.
Objavi uratka prethodila su dva singla: „Leviathan”, za koji je izrađen video sa stihovima i koji je objavljen 13. studenoga 2020., i „Die Wellen der Zeit”, koji je izdan 11. prosinca te godine i za koji je snimljen glazbeni spot. Treći singl „Tuonela” objavljen je 22. siječnja 2021., istog dana kad i album, uz popratni spot. Skupina je naposljetku snimila spot i za „Eye of Algol”, koji je objavljen 11. lipnja 2021., i „Nocturnal Light”, koji je objavljen 19. listopada 2021.

## Popis pjesama
Sve je tekstove napisao Per Albinsson, osim za pjesmu „Psalm of Retribution”, čiji je tekst napisao Christofer Johnsson.
| 1.    | »The Leaf on the Oak of Far« | Johnsson, Thomas Vikström | 3:38 |
| 2.    | »Tuonela«                    | Johnsson                  | 4:37 |
| 3.    | »Leviathan«                  | Johnsson                  | 4:01 |
| 4.    | »Die Wellen der Zeit«        | Nalle Påhlsson            | 3:46 |
| 5.    | »Aži Dahāka«                 | Johnsson                  | 3:06 |
| 6.    | »Eye of Algol«               | Johnsson, Vikström        | 4:03 |
| 7.    | »Nocturnal Light«            | Vikström                  | 5:37 |
| 8.    | »Great Marquis of Hell«      | Johnsson, Vikström        | 2:36 |
| 9.    | »Psalm of Retribution«       | Johnsson, Vikström        | 5:03 |
| 10.   | »El Primer Sol«              | Johnsson, Vikström        | 3:37 |
| 11.   | »Ten Courts of Diyu«         | Vikström                  | 5:29 |
| 45:37 |                              |                           |      |

## Tematika tekstova
Kao što je slučaj s većinom Therionovih albuma, pjesme se temelje na mitologiji:
- „The Leaf on the Oak of Far” govori o Kamulu, galskom bogu rata.
- „Tuonela” je naziv podzemnog svijeta u finskoj mitologiji.
- Levijatan je golema morska zmija koja se spominje u Starom zavjetu.
- „Die Wellen der Zeit” („Vremenski valovi” na njemačkome) govori o Nerti, germanskoj božici mira i blagostanja.
- „Aži Dahāka” čudovišno je i zlo biće u iranskoj mitologiji.
- „Eye of Algol” govori o zvijezdi u zviježđu Perzeju. U grčkoj mitologiji povezuje se s Meduzinom glavom.
- „Nocturnal Light” pjesma je o Inani (poznatijoj kao Ištar), sumerskoj božici ljubavi.
- „Great Marquis of Hell” jest o demonu Amonu, vojvodom u paklu koji se spominje u djelu Ars Goetia.
- „Psalm of Retribution” temelji se na kabali te spominje klifote (suprotnosti sefirotima), konkretno klifot A'arab Zaraq.
- „El Primer Sol” („Prvo sunce” na španjolskome) govori o bogu stvoritelju Tezcatlipoci te mitu o pet sunaca u astečkoj mitologiji.
- „Ten Courts of Diyu” govori o sudu u zagrobnom životu u kineskoj mitologiji.

## Recenzije
| Recenzije    | Recenzije |
| Izvor        | Ocjena    |
| ------------ | --------- |
| AllMusic     | [ 12 ]    |
| Blabbermouth | 7,5/10    |
| BraveWords   | 8/10      |
| Metal Hammer | [ 15 ]    |
| Sputnikmusic | 3/5       |

Dobio je uglavnom pozitivne kritike. U recenziji za AllMusic Thom Jurek dao mu je četiri zvjezdice od njih pet napisavši da „uspijeva divno izdvojiti bit Therionova opsežna pristupa bȋti metala i propisnim orkestralnim ekscesima”. Mark Gromen dao mu je osam bodova od njih deset pišući za BraveWords. Zaključio je da je skupina napravila „korak unaprijed” i da „Therion nije za svakoga [...], ali ovaj bi se put svakako mogao svidjeti široj publici”. U osvrtu za Blabbermouth Dom Lawson dao mu je sedam i pol boda od njih deset. Izjavio je da je „mnogo zanimljiviji i [...] zabavniji od povremeno bombastičnih zavoja [[Beloved Antichrist|na prethodnom [albumu]]]” te ga je opisao kao „odličan heavy metal-album premda je besramno napuhan”.
Pišući za Metal Hammer, Danii Leivers komentirala je da je to „najzabavniji Therionov album u proteklih nekoliko godina” i dala mu je tri i pol zvjezdice od njih pet. U suzdržanijem osvrtu za Sputnikmusic Robert Davis dao mu je tri boda od njih pet izjavivši da se grupa „vratila svojem metal-stilu, ali s neujednačenim rezultatima” i da se „više doima kao uvježbavanje nego veliki povratak u Therionov stil u vrijeme kad je bio najkreativniji”.

## Zasluge
| Therion - Christofer Johnsson – gitara, klavijatura, programiranje, orkestralni i zborski aranžman, tonska obrada gitare, produkcija - Christian Vidal – gitara, tonska obrada gitare - Nalle Påhlsson – bas-gitara i tonska obrada bas-gitare - Thomas Vikström – glavni i prateći vokal, orkestralni i zborski aranžman - Lori Lewis – vokal (sopran) (na 3., 5., 7., 8. i 9. pjesmi) Dodatni glazbenici - Chiara Malvestiti – vokal (sopran) (na 3., 5. i 7. pjesmi) - Rosalía Sairem – glavni vokal (na 1., 6. i 10. pjesmi); vokal (mezzosopran) (na pjesmi „Eye of Algol”) - Taida Nazraić – vokal (na 2., 4. i 11. pjesmi) - Mats Levén – vokal (na pjesmi „Psalm of Retribution”) - Marco Hietala – vokal (na pjesmi „Tuonela”) - Noa Gruman – vokal (na pjesmi „Ten Courts of Diyu”); zborski aranžman - Snowy Shaw – bubnjevi i tonska obrada bubnjeva (na 4., 5., 7., 10. i 11. pjesmi) - Björn Höglund – bubnjevi (na 1., 2., 3., 6., 8. i 9. pjesmi) - Ally Storch – violina (na pjesmi „Tuonela”); snimanje violine - Jonas Öijvall – Hammondove orgulje i tonska obrada Hammondovih orgulja (na 5. i 6. pjesmi) - Fabio Amurri – klavijatura, programiranje, orkestralni aranžman, snimanje vokala (Chiare Malvestiti) Ostalo osoblje - Johan Arveli – tonska obrada bubnjeva (na 1., 2., 3., 6., 8. i 9. pjesmi) - Daniel Saiz – tonska obrada vokala (Thomasa Vikströma i Rosalíje Sairem) - Janne Tolsa – tonska obrada vokala (Marca Hietale) - Denijal Ćatović – tonska obrada vokala (Taide Nazraić) - Justin Chase – tonska obrada vokala (Lori Lewis) - Yonatan Kossov – tonska obrada zborskih vokala - Erik Mårtensson – miksanje - Thomas Ewerhard – naslovnica, omot albuma | Zbor - Rinat Gruman – zborski vokal (sopran) - Atar Abramson – zborski vokal (sopran) - Victoria Smolensky – zborski vokal (sopran) - Atalya Shuorki – zborski vokal (sopran) - Leah Marcu – zborski vokal (sopran) - Shani Gruman – zborski vokal (alt) - Zohar Meir – zborski vokal (alt) - Ilan Sofer – zborski vokal (alt) - Hilla Bernstein – zborski vokal (alt) - Lior Sher – zborski vokal (alt) - Maayan Gad – zborski vokal (alt) - Yarden Gruman – zborski vokal (tenor) - Yuval Or – zborski vokal (tenor) - Tamir Lousky – zborski vokal (tenor, bas) - Ray Livnat – zborski vokal (tenor, bas) - Enav Kedar – zborski vokal (tenor) - Ofir Arnon – zborski vokal (tenor) - Oren Knaan – zborski vokal (bas) - Lev Kerzhner – zborski vokal (bas) - Itay Shanny – zborski vokal (bas) - Ofir Kedar – zborski vokal (bas) |

## Ljestvice
| Ljestvica           | Najviša pozicija |
| ------------------- | ---------------- |
| Austrija            | 45.              |
| Belgija (Flandrija) | 173.             |
| Francuska           | 162.             |
| Mađarska            | 15.              |
| Njemačka            | 11.              |
| Švicarska           | 12.              |